# 會計師專業委員會
會計師專業委員會（葡萄牙語：Comissão Profissional dos Contabilistas）是根據第20/2020號法律《會計師專業及執業資格制度》及第42/2020號行政法規《會計師專業委員會》於2020年成立的澳門法定監管機構，隸屬於財政局。委員會負責審核會計師資格與執業批准，制定執業標準與操守守則，並監管會計師及會計師事務所之專業行為。

## 沿革
- 2020年11月，依據第20/2020號法律《會計師專業及執業資格制度》與配套第42/2020號行政法規《會計師專業委員會》，正式設立會計師專業委員會，作為負責會計師資格審核與專業監管的法定機構。[2][3]
- 同月，舉行首屆委員會首次會議，委任主席、副主席與其他委員，並制定內部運作章程與專業守則發布時間表。[4]
- 2021年至2022年間，委員會啟動多項專業執照審核程序，包括資格認證、年度專業培訓與道德操守篩查。
- 2023年，委員會發布首份年度工作總結報告，概述認證人數、註冊會計師分佈、及專業違規案件處理情況。
- 2024年，委員會持續擴充執業守則內容，強化跨境執業監管機制，並規劃推出在線執照申請平台。[5]

## 職能
會計師專業委員會的主要職能包括：
- 制定、核准及發布《會計師執業道德準則》以及相關專業規章與指引；
- 就澳門會計制度與會計專業發展向政府提供諮詢意見；
- 審理登記與發放會計師專業執照與資格認可；
- 評核申請人成為「執業會計師」或「會計師事務所」的專業資格，包括組織資格考試；
- 建立持續專業發展制度與要求，並予以監督；
- 編製並維護「執業會計師」及「會計師事務所」名單；
- 制定並協調資格考試制度；
- 監察執業會計師及會計師事務所遵守法律與專業準則，並可依需要進行現場檢查；
- 展開紀律調查程序，對違反職業守則的個人或機構實施紀律處分；
- 執行授權事項或法律交付的其他職能；與公共部門、專業機構或學術機構協作，支援專業發展。